# 동양원부인
동양원부인 유씨(東陽院夫人 庾氏, 생몰년 미상)는 고려의 초대 왕 태조 왕건의 제9비이다.

## 생애
본관은 평산이다. 황해도 평주(현재의 황해북도 평산군) 출신으로, 아버지는 무장으로 태조를 도와 고려 건국에 큰 공을 세운 삼중대광 유금필이다.
그녀의 생애나 생몰년, 능지에 대한 기록은 자세히 남아있는 것이 없어 알 수 없다. 호는 동양원부인(東陽院夫人)이다. 태조와의 사이에서 아들 둘을 낳았다. 장남 효목태자는 아들을 1명 낳았으며, 차남 효은태자는 이복 형제인 광종에게 살해당하고 그 아들들은 종실로 대접을 받지 못하다가 훗날 강조에 의해 복권되었다.

## 가족 관계

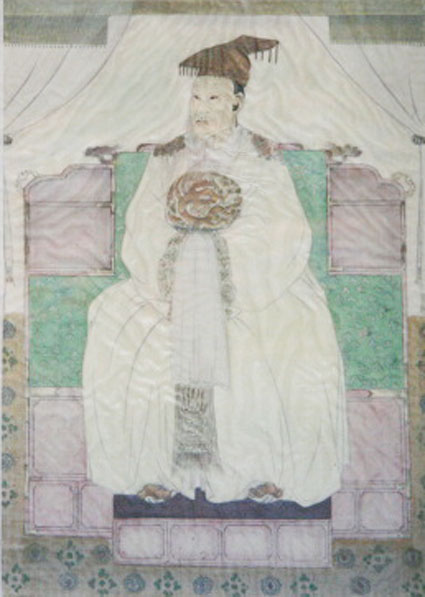
남편 태조 왕건

- 아버지 : 유금필 (庾黔弼, ? ~941)
- 어머니 : ?
  - 남매 : 유긍(庾兢)
  - 남매 : 유관유(庾官儒)
  - 남매 : 유경(庾慶)
  - 남편 : 제1대 태조(太祖, 877~943, 재위: 918~943)
    - 장남 : 효목태자 의(孝穆太子 義, 생몰년 미상)
    - 차남 : 효은태자(孝隱太子, 생몰년 미상) 이름 미상, 동양군(東陽君)으로도 불림[4].

## 동양원부인이 등장하는 작품

### TV 드라마
- 《제국의 아침》 (KBS, 2002년~2003년, 배우 : 한복희)